# Rackstad
Denna artikel handlar om en tätort i Arvika kommun i Värmland. För tätorten i Tyresö kommun i Södermanland, se Raksta.
Rackstad är en by i Arvika kommun, belägen i Arvika socken vid den södra stranden av sjön Racken, cirka 5 km nordost om Arvika. 
Rackstad är mest känt för sin konstnärskoloni, "Rackstadskolonin", som bildades vid förra sekelskiftet. 